# Johannes Bultmann
Johannes Bultmann (* 12. Juli 1960 in Wiedenbrück, heute Stadtteil von Rheda-Wiedenbrück) ist ein deutscher Kulturmanager. Er war unter anderem Direktor am Festspielhaus Baden-Baden und Intendant der Philharmonie Essen.

## Werdegang
Bultmann studierte Kirchenmusik an der Hochschule für katholische Kirchenmusik und Musikpädagogik Regensburg sowie Musik, Geschichte und Philosophie an der Universität zu Köln. Von 1989 bis 1990 war er persönlicher Assistent von Hans Werner Henze und promovierte 1992 über dessen kulturpädagogische Arbeit in Montepulciano.
Von 1998 bis 2008 war er Direktor Künstlerischer Bereich am Festspielhaus Baden-Baden. Von 2008 bis 2013 arbeitete Bultmann als Intendant der Philharmonie Essen. Von 2013 bis 2021 war er Künstlerischer Gesamtleiter der Klangkörper und Festivals des Südwestrundfunks (SWR).
Johannes Bultmann lebt in Baden-Baden.

## Ehrenämter
- 2010 bis 2014: Kuratoriumsmitglied der Zeppelin Universität, Friedrichshafen
- seit 2021: Hochschulrat der Hochschule für Musik, Karlsruhe

## Publikationen
- Sprachmusik. in: Hans Werner Henze: Die Chiffren. Neue Aspekte der musikalischen Ästhetik IV. Frankfurt, 1990
- Die kulturpädagogische Arbeit Hans Werner Henzes am Beispiel des „Cantiere Internazionale d'Arte di Montepulciano“. Regensburg, 1992
- … rote Fäden …. in: Johannes Bultmann, Hanns-Werner Heister (Hrsg.): Gerhard Stäbler. Angefügt, nahtlos, ans Heute. Hofheim, 1994